# Miguel Santesmases
Miguel Santesmases (Madrid, 15 de diciembre de 1961) es un director de cine, guionista y fotógrafo español.
Doctor en Comunicación Audiovisual y licenciado en Ciencias Físicas, ha trabajado en los campos de la dirección, interpretación, realización y guion tanto para cine como para televisión. Su último largometraje es  Tierra Baja. Anteriormente fue director de las películas La fuente amarilla y Días azules cuyos guiones realizaron con su colaboración Antón y Martín Casariego.
Trabajó durante años en televisión como realizador, antes de pasarse a la dirección de largometrajes. También trabajó como periodista cinematográfico en Canal +. 
Desde 2009 a 2023 fue Profesor Asociado en la Universidad Carlos III de Madrid. 
En 2010, su primera exposición individual de fotografía, "El problema del horizonte", participó en PHotoEspaña. En 2024, su exposición "Hotel W", participó igualmente en PHotoEspaña.

## Filmografía
- La fuente amarilla (1999)
- Amor, curiosidad, prozac y dudas (2001)
- Días azules (2006)
- Madrid 11M: Todos íbamos en ese tren (2004), una de las partes del largometraje documental
- Madrid, above The Moon (2016)
- Tierra baja (2024)